# Ніч перед Різдвом
«Ніч перед Різдвом» (рос. Ночь перед Рождеством) — повість Миколи Гоголя з циклу «Вечори на хуторі біля Диканьки»

## Історія створення
Час написання «Ночі перед Різдвом» різні дослідники визначають по-різному — хоча і в загальних рамках періоду з 1830 р. до зими 1831—1832 рр..
Уперше повість опублікована у виданні: «Вечера на хуторе близ Диканьки. Повести, изданные Пасичником Рудым Паньком. Вторая книжка. Санкт-Петербург. Печатано в типографии А. Плюшара. 1832 (цензурное разрешение — 31 января 1832 г.)».

## Сюжет

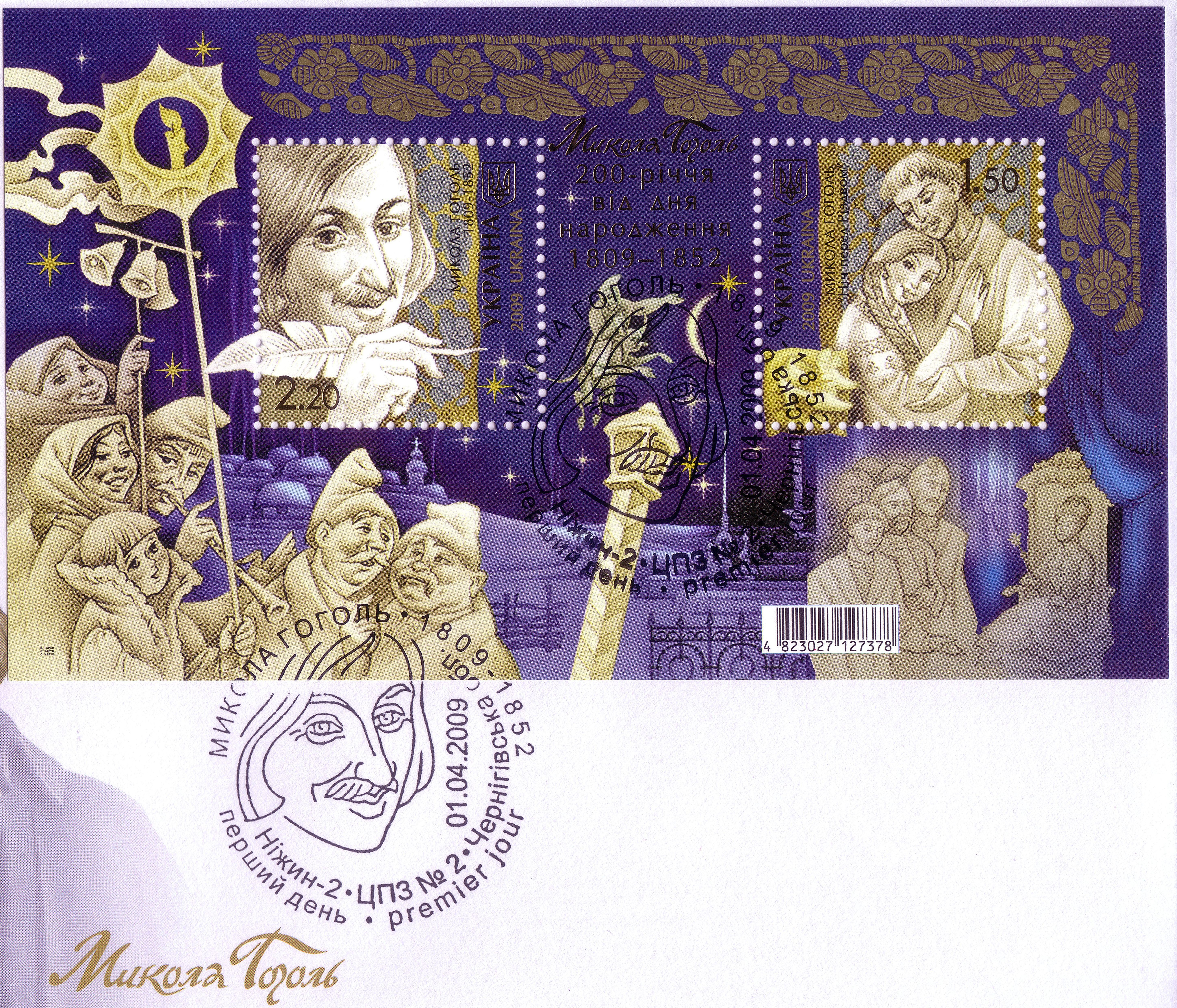
Поштовий блок, присвячений 200-тій річниці від дня народження
М. Гоголя. На правій марці — «Ніч перед Різдвом»

Дія повісті хронологічно приурочена до епізоду царювання Катерини II, останньої депутації запорожців, що відбулася в 1775 році і пов'язаної з роботою Комісії щодо ліквідування Запорізької Січі.
Сюжет твору розгортається в українській Диканьці. Ніким не помічені, в небі кружляють двоє: відьма на мітлі, яка набирає в рукав зірки, і чорт, який ховає місяць в кишеню, думаючи, що темрява, яка настала, утримає вдома багатого козака Корнія Чуба, запрошеного до дяка Осипа Никифоровича на кутю, і ненависний бісу коваль Вакула (який намалював на церковній стіні картину Страшного суду) не наважиться прийти до дочки Чуба — Оксани.
Чуб з кумом не знають, чи йти в такій темряві до дяка, однак вирішують, що підуть. Вдома залишається красуня Оксана. Приходить Вакула. Оксана насміхається з нього. У двері стукає Чуб, що заблукав, без кума, який вирішив повернутися через влаштовану чортом хурделицю додому. Однак, почувши коваля, Чуб вирішує, що потрапив в хату кульгавого Левченка. Чуб вирушає до матері Вакули, Солохи, яка і є тою самою відьмою, що крала з неба зірки.
До Оксани приходять її подруги. Вона зауважує на одній з них розшиті золотом черевички. Оксана гордо заявляє, що вийде заміж за Вакулу, якщо той принесе їй черевички, «які носить цариця».
Між тим, чорта, що з користю проводить час у Солохи, налякав голова, що не пішов до дяка на кутю. Чорт залізає в мішок, залишений серед хати Вакулою, а в інший незабаром лізе й голова, тому що до Солохи прийшов дяк. Дяку теж доводиться лізти в мішок, бо приходить Чуб. Втім, незабаром Чуб ліз в той же мішок, уникаючи зустрічі з Вакулою що повернувся. Поки Солоха розмовляє на городі з козаком Касьяном Свербигузом, що тільки-но прийшов, Вакула забирає мішки, пояснюючи собі їх тяжкість своїм пригніченим станом після зустрічі з Оксаною.

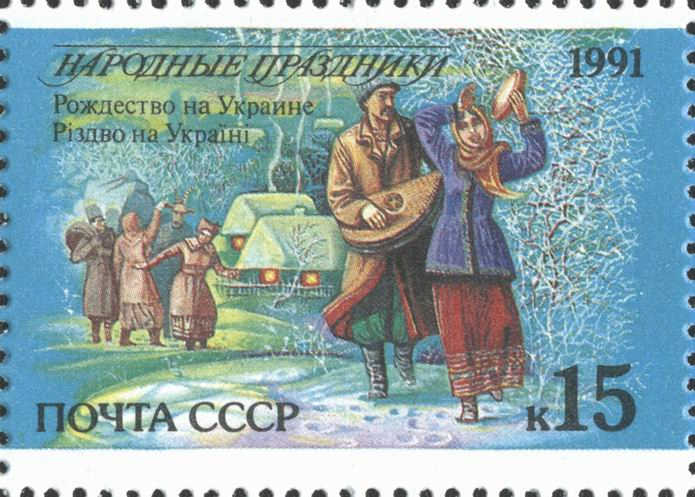
Різдво в Україні. Поштова марка СРСР, 1991 р., серія Народні свята

У натовпі колядників коваль знову зустрічає Оксану, яка повторює свою обіцянку щодо черевичків. З горя Вакула вирішує втопитися, кидає всі мішки, крім найменшого, і тікає.
Трохи заспокоївшись, Вакула хоче спробувати ще один спосіб: він приходить до запорожця Пузатого Пацюка, який «трохи схожий на біса», і отримує туманну відповідь, що чорт у нього за плечима. Передчуваючи славну здобич, чорт вискакує з мішка і, сівши на шию коваля, обіцяє йому цієї ж ночі Оксану. Хитрий коваль, вхопивши чорта за хвіст і погрожуючи його перехрестити, стає господарем становища і велить бісу везти його «в Петербург, просто до цариці».
Опинившись в Петербурзі, коваль приходить до запорожців, з якими познайомився восени, коли вони проїжджали через Диканьку. З допомогою чорта він намагається потрапити до цариці. Дивуючись розкоші палацу і чудному живопису, коваль виявляється перед царицею і просить її дати черевички. Зворушена такою простодушністю, Катерина звертає на цей пасаж увагу Фонвізіна що стояв неподалік, а Вакулі дарує черевички.
У селі в цей час диканські баби сперечаються, яким саме чином наклав на себе руки Вакула. Ці пересуди бентежать Оксану, вона всю ніч не може заснути, а до ранку «закохалася по вуха в коваля». Повернувшись на Батьківщину, коваль виймає зі скрині нову шапку й пояс і вирушає до Чуба з проханням віддати за нього Оксану. Чуб, спокушений подарунками й розсерджений віроломством Солохи, погоджується. Йому вторить і Оксана, готова вийти за коваля «і без черевичків».
Завівши сім'ю, Вакула розписав свою хату фарбами, а в церкві намалював чорта, та «такого гидкого, що всі плювали, коли проходили повз».

## Постановки та екранізації
Існує декілька постановок та екранізацій повісті, зокрема:
- «Черевички» — коміко-фантастична опера Петра Чайковського
- «Різдвяна ніч» — опера-колядка, написана 1872 року Миколою Лисенком
- «Ніч перед Різдвом» — опера, написана в 1895 Миколою Римським-Корсаковим
- «Ніч перед Різдвом» — німий художній фільм 1913 року режисера Владислава Старевича,
- «Ніч перед Різдвом» — радянський повнометражний фільм у стилі традиційної анімації, який був створений 1951 році на московській студії Союзмультфільм сестрами Валентиною та Зінаїдою Брумберг.
- «Вечори на хуторі біля Диканьки» — радянський повнометражний фільм 1961 року режисера Олександра Роу.
- «Пригоди коваля Вакули» — радянський короткометражний мультфільм 1977 року («Київнаукфільм»).
- «Ніч перед Різдвом» — балет Євгена Станковича, написана в 1992 році
- The Little Slippers — балет, хореографія Романа Микити, прем'єра в балетному театрі Меріленда в лютому 2022 року в США[3]

## Переклади українською
- Микола Гоголь. Ніч перед рождеством. Пер з рос.: Володимир Держирука. Олифант, Па: Накладом "Американсько-Української Видавничої Спілки. З друкарні «Нового Житя». 1914. 61 стор. (pdf, diasporiana, pdf, archive.org)

## Похідні твори українською
- С[емен]. Комишевацький. Кохання в мішках (Різдвяна ніч): водевіль в 1 дію зі співами (по Гоголю). Ню Йорк: Друкарня П. Петрова. 1919. 16 стор. (pdf, archive.org)